# Kolbojnik
Kolbojnik. Biuletyn Gminy Wyznaniowej Żydowskiej w Warszawie (jid. ‏ביולעטין פֿון דער קהלה קדושה אין וואַרשע‎) – czasopismo historyczno-społeczno-kulturalne wydawane przez Gminę Wyznaniową Żydowską w Warszawie.
Biuletyn ukazuje się od 2001 roku. Na jego łamach poruszane są tematy z zakresu historii, kultury oraz aktualnych wydarzeń związanych głównie z życiem warszawskich Żydów.